# Sonny at The Falls
Sonny at The Falls es el tercer episodio de la serie original de Disney Channel, Sonny With a Chance. Fue estrenado el 15 de febrero de 2009 en Estados Unidos.

## Argumento
El reparto de So Random! tiene celos cuando les sirven mala comida en la cafetería y ven que a los de Mackenzie Falls comen langostas y filetes; esto ocurre porque Mackenzie Falls es el programa favorito de la cocinera de la cafetería. Tras escuchar que So Random! es más popular desde que tienen a Sunny, Chad crea un plan para llevarse a Sunny y así, que Mackenzie Falls se vuelva más popular. Las cosas cambian a peor cuando los compañeros de Sunny rechazan el sketch de esta, haciendo que sus sentimientos se hieran tanto, que Sunny abandona So Random y se une a Mackenzie Falls, donde se siente cómoda y comprendida. Para que Sunny regrese a So Random!, sus compañeros se disfrazan caracterizados como los personajes del sketch creado por Sunny. Sunny se siente muy dolida (y enfadada porque Chad admite haberla utilizado por las audiencias) que se vuelve a unir a So Random!. El reparto hace el sketch "Fuerza Perdedora Cinco", como disculpa a Sunny.

### Sketches
- Fuerza Perdedora Cinco: Una escena basada en cinco super heroes que tienen poderes patéticos.

## Reparto
- Demi Lovato como Sonny Munroe.
- Tiffany Thornton como Tawni Hart.
- Doug Brochu como Grady Mitchell.
- Brandon Mychal Smith como Nico Harris.
- Allisyn Ashley Arm como Zora Lancaster.
- Sterling Knight como Chad Dylan Cooper.

### Invitados especiales
- Jillian Murray como Portlyn.